# Hymenophyllum fragile
Hymenophyllum fragile là một loài thực vật có mạch trong họ Hymenophyllaceae. Loài này được (Hedw.) C.V. Morton miêu tả khoa học đầu tiên năm 1947.